# Kenji Kawakami
Kenji Kawakami (in giapponese 川上 賢司?, Kawakami Kenji; Prefettura di Nara, 1946) è un inventore giapponese, che ha inventato il chindōgu, l'arte dell'idea inutile.

## Biografia
Kawakami iniziò gli studi di ingegneria aeronautica nel 1967, ma li abbandonò presto per prendere attivamente parte alle rivolte studentesche dell'epoca, le quali eserciteranno un impatto significativo su di lui. Negli anni seguenti lavorò come libero professionista per vari progetti, operando ad esempio come sceneggiatore della serie italo-giapponese Calimero, andata per la prima volta in onda nel 1974.
Nel 1980, Kawakami ideò il concetto di chindogu che lo renderà celebre. Il termine è composto dalle parole giapponesi chin (珍) e dougu (道具), che significano rispettivamente "curioso" e "strano", e indica l'inventare oggetti inutili ma anche innovativi e divertenti. Oltre ad avere un fine umoristico, il chindogu nasce come denuncia verso il consumismo e l'utilitarismo moderni.
Agli inizi degli anni novanta, Kawakami divenne editore e contributore del mensile giapponese Mail Order Life, un catalogo di shopping allora rivolto alle casalinghe di periferia che amavano esaminare gli inventari dei negozi, ma trovavano troppo scomodo viaggiare per fare acquisti in città. Lavorando per Mail Order Life, approfittò per mostrare occasionalmente alcune delle sue invenzioni inutili ideate nel tempo libero. In seguito, proprio queste invenzioni divennero così famose che iniziarono a essere mostrate sulla prima pagina di ogni volume della rivista.
Nel 1995 Kawakami fondò la International Chindōgu Society, che conta 10.000 iscritti. Il suo attuale presidente è Dan Papia.
Ha scritto diversi libri tradotti in lingua inglese e altre lingue, tra cui 101 Unuseless Japanese Inventions: The Art of Chindōgu e 99 More Unuseless Japanese Inventions.
Oggi Kawakami inventa i suoi oggetti in un laboratorio nel centro di Tokyo.

## Opere
- 101 Unuseless Ideas from Japan, 1995
- 99 More Unuseless Japanese Inventions: The Art of Chindogu, 1997
- 101 Unuseless Japanese Inventions: The Art of Chindogu, 2000
- Bumper Book of Unuseless Japanese Inventions, 2004
- The Big Bento Box Of Unuseless Japanese Inventions: The Art of Chindogu, 2005